# Banque Jura Laufon
Die Banque Jura Laufon SA (Bank Jura Laufen AG) mit rechtlichem Sitz in Bassecourt war eine im Kanton Jura und  angrenzenden Gebieten verankerte, 1865 gegründete Schweizer Regionalbank. Sie verfügte über zwei Hauptsitze, in Delémont und in Laufen, sowie über elf Filialen.
Ihr Tätigkeitsgebiet lag traditionell im Retail Banking, im Hypothekargeschäft, im Private Banking und im Bankgeschäft mit kleinen und mittleren Unternehmen. Die Bank beschäftigte 86 Mitarbeiter und hatte per Ende 2007 eine Bilanzsumme von 1,628 Milliarden Schweizer Franken.
Die Banque Jura Laufon war als selbständige Regionalbank der RBA-Holding angeschlossen. Innerhalb der RBA-Gruppe gehörte sie zur Teilgruppierung der Clientis Banken.
Im Frühjahr 2009 wurde die Banque Jura Laufon SA rückwirkend auf den 1. Januar 2009 mit der Valiant Holding AG fusioniert. Aus dem Zusammenschluss formierte die Valiant Holding die auf die Westschweiz fokussierte Tochtergesellschaft Banque Romande Valiant SA.